# Kungariket Irak
Kungariket Irak (arabiska: المملكة العراقية Al-Mamlakah Al-'Irāqiyyah) var en stat belägen i Mellanöstern från år 1932 till 1958.
Kungariket Irak grundades den 23 augusti 1922 efter det osmanska rikets nederlag i den Mesopotamiska kampanjen under första världskriget. Även om ett nationernas förbundsmandat tilldelades Storbritannien 1920, resulterade det irakiska upproret 1920 i att den ursprungliga mandatplanen skrotades. till förmån för ett formellt suveränt irakiskt kungarike men ett under effektiv brittisk administration. Planen upprättades formellt genom det anglo-irakiska fördraget.
Förenade kungarikets roll i den formella administrationen av kungariket Irak avslutades 1932, [1] efter det anglo-irakiska fördraget (1930). Det oberoende irakiska kungariket under de hashemitiska härskarna genomgick en period av turbulens genom hela dess existens. Upprättandet av sunnitisk religiös dominans i Irak följdes av assyriska, Yazidi och Shi'a-oroar, som alla undertrycktes på ett brutalt sätt. ersätta den fungerande premiärministern med sin medarbetare. Flera statskupp följde under en period av politisk instabilitet och toppade 1941.
Under den andra världskriget störtades den irakiska regeringen av regenten 'Abd al-Ilah 1941 av officerarna på "Golden Square" under ledning av Rashid Ali. Den kortlivade pronazistiska regeringen i Irak besegrades i maj 1941 av de allierade styrkorna i det anglo-irakiska kriget. Irak användes senare som en bas för de allierades attacker mot det Vichy-franska-innehade mandatet i Syrien och stöd för den anglo-sovjetiska invasionen av Iran. Samtidigt ledde den kurdiska ledaren Mustafa Barzani ett uppror mot centralregeringen i Bagdad. Efter upprorets misslyckande flydde Barzani och hans anhängare till Sovjetunionen.
1945, under de sista stadierna av andra världskriget, gick Irak med i FN och blev grundare av Arabförbundet. 1948 bröt ut massiva våldsamma protester, känt som Al-Wathbah-upproret, över Bagdad som ett populärt krav mot regeringsfördraget med britterna och med kommunistiskt partistöd. Fler protester fortsatte under våren, men avbröts i maj, med krigslagen, när Irak gick in i arabisk-israeliska kriget 1948 tillsammans med andra medlemmar i Arabförbundet.
I februari 1958 föreslog kung Hussein av Jordanien och `Abd al-Ilāh en union av hahimitiska monarkier för att motverka den nyligen bildade egyptiska-syriska unionen. Den resulterande arabiska federationen, som bildades den 14 februari 1958, var kortlivad. Det slutade 1958, då monarkin störtades i en militärkupp, 14 juli-revolutionen, ledd av Abd al-Karim Qasim och bildade den första Irakiska Republiken.

## Konungariket Irak under de facto brittisk administration
- Iraks territorium var under ottomansk dominans fram till slutet av första världskriget och blev ett ockuperat territorium under den brittiska militären från 1918. För att förvandla regionen till civilt styre föreslogs obligatorisk Mesopotamien som ett nationellt förbunds klass A-mandat enligt Artikel 22 och anförtrotts Storbritannien och Irland när de tidigare territorierna för det ottomanska riket delades upp i augusti 1920 genom Sèvresfördraget. Emellertid resulterade det irakiska upproret 1920 i skrotningen av den ursprungliga mandatplanen. Istället erkändes Irakriket som ett suveränt land under kung Faisal I av Irak. Trots den irakiska kungens formella suveränitet slöts ett alliansavtal mellan kungariket Irak och Förenade kungariket 1922 kallat det anglo-irakiska fördraget. Det gav Storbritannien en roll i Iraks administration och styrning. Kung Faisal hade tidigare utropats till kung av Syrien av en syrisk nationalkongress i Damaskus i mars 1920 men kastades ut av fransmännen i juli samma år. Den brittiska RAF behöll viss militär kontroll. På detta sätt förblev Irak under de facto brittisk administration fram till 1932. Under kung Faisal av Irak leddes den civila regeringen i Irak efterkrigstid av högkommissionären Sir Percy Cox och hans ställföreträdare, överste Arnold Wilson. Brittiska repressalier efter mordet på en brittisk officer i Najaf lyckades inte återställa ordningen. Brittisk administration hade ännu inte etablerats i bergen i norra Irak. Det mest slående problemet för britterna var den växande ilsken hos nationalisterna i det irakiska riket.